# Señoras que...
Señoras que... fue una comedia de situación española, que se emitió en el canal de televisión Neox. Su primer capítulo se estrenó el 18 de octubre de 2012. Una serie que se caracteriza por un humor absurdo en la mayoría de sus situaciones. Los actores principales de la serie son humoristas españoles consagrados. La serie emitió su último capítulo el jueves 10 de enero de 2013.

## Reparto

### Primera temporada
- Josema Yuste como Asun.
- Carlos Latre como Conchi y como Adela.
- David Fernández como Provi.
- Jordi Ríos como Milagros.

## Episodios y audiencias
| Temporada | Temporada | Episodios | Emisión original      | Emisión original    | Audiencia media | Audiencia media |
| Temporada | Temporada | Episodios | Estreno               | Final               | Espectadores    | Cuota           |
| --------- | --------- | --------- | --------------------- | ------------------- | --------------- | --------------- |
|           | 1         | 13        | 18 de octubre de 2012 | 10 de enero de 2013 | 573 000         | 2,8%            |

### Temporada 1: 2012-2013
| Capítulo | Título                                                      | Fecha de emisión        | Espectadores | Cuota |
| -------- | ----------------------------------------------------------- | ----------------------- | ------------ | ----- |
| 1        | «Señoras que se van a pasar la tarde a los juicios»         | 18 de octubre de 2012   | 688 000      | 3,3%  |
| 2        | «Señoras que se cruzan la bata para decir algo importante»  | 25 de octubre de 2012   | 581 000      | 2,8%  |
| 3        | «Señoras que coleccionan los regalos del banco»             | 1 de noviembre de 2012  | 533 000      | 2,7%  |
| 4        | «Señoras que se compran cosas por lo que regalan»           | 8 de noviembre de 2012  | 544 000      | 2,6%  |
| 5        | «Señoras que dicen 'a que voy yo' y lo encuentran»          | 15 de noviembre de 2012 | 561 000      | 2,6%  |
| 6        | «Señoras que hablan un idioma distinto al de sus maridos»   | 22 de noviembre de 2012 | 576 000      | 2,8%  |
| 7        | «Señoras que guardan lo bueno para las visitas buenas»      | 29 de noviembre de 2012 | 639 000      | 3,1%  |
| 8        | «Señoras que son incapaces de estarse quietas un minuto»    | 6 de diciembre de 2012  | 510 000      | 2,5%  |
| 9        | «Señoras que te pasan la paga como si infringieras la ley»  | 13 de diciembre de 2012 | 487 000      | 2,4%  |
| 10       | «Señoras que no se fían del médico sustituto»               | 20 de diciembre de 2012 | 512 000      | 2,6%  |
| 11       | «Señoras que pasan la tarde espiando a los vecinos»         | 27 de diciembre de 2012 | 540 000      | 2,7%  |
| 12       | «Señoras que no saben decir croquetas...»                   | 3 de enero de 2013      | 651 000      | 3,2%  |
| 13       | «Señoras que no han cambiado de monedero desde los años 60» | 10 de enero de 2013     | 632 000      | 2,9%  |